# Älgarnas Trädgård
Älgarnas Trädgård was een Zweedse progressieve-rockband uit de jaren zeventig. De groep bracht tijdens hun bestaat maar één album uit. De muziek van de groep sloot enigszins aan bij de Duitse krautrock en spacerock met invloeden uit Noordse folkmuziek.
De band ontstond in 1969. De naam "Älgarnas Trädgård" betekent "Tuin van de eland". De groep zou een zevental jaar actief zijn in de progressieve rockscene op veel gratis festivals optreden. In 1972 verscheen het eerste album van de band, Framtiden är ett svävande skepp, förankrat i forntiden ("De toekomst is een drijvend schip, verankerd in het verleden"). Net zoals veel Duitse artiesten uit die tijd, maakte de groep op hun debuutalbum gebruik van de nieuwe mogelijkheden van de muziekstudio, maar betrok ook folk en middeleeuwse elementen in hun muziek. Tijdens hun optredens richtte de band zich iets meer op riffs en na veel toeren werd hun muziek zwaarder en rockender, maar deze behield de complexe arrangementen en het spel met een uiteenlopende bereik aan instrumenten zoals violen, cello, citer, sitar, tabla en fluit boven op de conventionele rockinstrumenten zoals bas, drums, gitaar en keyboards.
Gedurende 1973-74 werd een tweede album opgenomen, dat echter niet werd uitgebracht. Pas in 2001 verscheen het album met uitstel, vandaar de albumnaam Delayed. In 1976 ging de groep uiteen.

## Bandleden
De muzikanten speelden vele verschillende instrumenten. Hieronder wordt hun hoofdinstrumenten vermeld.
- Andreas Brandt - viool
- Mikael Johansson - bas
- Dennis Lundh - drums
- Dan Söderqvist - gitaar
- Jan Ternald - keyboards
- Sebastian Öberg - cello

## Discografie
- 1972: Framtiden är ett svävande skepp, förankrat i forntiden
- 1975/2001: Delayed